# Visintin
Visintin je priimek več znanih ljudi:
- Bruno Visintin (1932—2015), italijanski boksar
- Lilijana Visintin (*1952), slovenska javna delavka in pesnica
- Luigi Visintin (1892—1958), italijanski geograf
- Svetlana Visintin (1959—2016), slovenska kostumografka